# 第一航空艦隊
第一航空艦隊（だいいちこうくうかんたい）は、日本海軍の空母艦隊及び基地航空部隊。1941年（昭和16年）4月10日に新編された。この艦隊を中核に、他の艦隊から臨時編入された艦艇を組み合わせ、世界初の空母機動部隊として運用された。
大東亜戦争（太平洋戦争）後半に基地航空部隊として再編成され、陸上飛行場を拠点として作戦を行う機動航空部隊として運用された。

## 空母艦隊

### 歴史

#### 開戦前
昭和初期の日本海軍の母艦航空部隊は、航空母艦（以下、空母）と駆逐艦複数隻（駆逐隊）から成る航空戦隊として運用され、第一航空戦隊は第一艦隊に、第二航空戦隊は第二艦隊に所属していた。
1939年（昭和14年）6月30日の航空制調査会の答申で、「母艦航空隊を艦隊として統一指揮するように」という主張が出された。また1940年（昭和15年）時の第一航空戦隊司令官小沢治三郎少将も、同年6月9日に吉田善吾海軍大臣に対し「航空艦隊編成ニ関スル意見」を提出し、母艦航空部隊、すなわち機動部隊の新編を訴えた。
軍令部第一部（部長：宇垣纏少将）第一課（課長：中澤佑大佐）は小沢少将の意見具申に影響され、ついに第一航空艦隊の編制に至った。
1941年（昭和16年）4月10日 、日本海軍は第一航空艦隊を編制した。
司令長官は南雲忠一海軍中将、参謀長は草鹿龍之介少将、ほかに参謀源田実中佐など。
新編時の所属部隊（所属艦）は、第一航空戦隊（空母〈赤城・加賀〉、第34駆逐隊〈羽風・太刀風・秋風〉）、第二航空戦隊（空母〈蒼龍・飛龍〉、第23駆逐隊〈菊月・夕月・卯月〉）、第四航空戦隊（空母〈龍驤〉、第3駆逐隊〈汐風・帆風〉）であった。
5月1日、第一航空艦隊・第一航空戦隊より第34駆逐隊がのぞかれ、最新鋭の陽炎型駆逐艦4隻（浦風・磯風・浜風・谷風）から成る第17駆逐隊を第一航空艦隊に編入した。
7月18日、第17駆逐隊は第一水雷戦隊に編入された。それまで第一水雷戦隊所属だった吹雪型駆逐艦4隻の第7駆逐隊（朧・潮・曙・漣）が第一航空艦隊・第一航空戦隊に編入された。
8月26日、第一航空艦隊旗艦は、竣工したばかりの翔鶴型航空母艦翔鶴に変更された
9月1日、新編の第五航空戦隊（特設航空母艦春日丸〈瑞鶴竣工に伴い四航戦へ転出〉、翔鶴型1番艦翔鶴、翔鶴型2番艦瑞鶴〈9月25日、五航戦編入〉、吹雪型駆逐艦朧〈9月1日、五航戦に異動〉、陽炎型駆逐艦秋雲〈9月27日、五航戦編入〉）が第一航空艦隊に編入された。
9月8日、第一航空艦隊旗艦は翔鶴から赤城に変更された。
第一航空艦隊はハワイ作戦（真珠湾攻撃）に参加予定だったが、各航空戦隊に付属する少数の旧式駆逐艦を除けば空母だけの編制であったため、固有編成のままでは作戦ができなかった。そこで第一艦隊や第二艦隊から支援部隊（第三戦隊第一小隊〈比叡・霧島〉、第八戦隊〈利根・筑摩〉）・警戒隊（第一水雷戦隊から軽巡洋艦阿武隈と第17駆逐隊〈谷風・浦風・浜風・磯風〉、第二水雷戦隊より第18駆逐隊〈不知火・霞・陽炎・霰〉）を軍隊区分で臨時編入し、史上初の用兵思想となる「機動部隊」が編成された。機動部隊指揮官は、南雲忠一第一航空艦隊司令長官である。機動部隊はこの編成で真珠湾攻撃を敢行した。
第一航空艦隊は、作戦ごとに固有編成以外の戦力を借りる体制が続けられ、機動部隊側からも水雷戦隊側にも不都合だった。南雲中将（機動部隊指揮官・第一航空艦隊司令長官）は、臨時編成であったことから部隊としての思想統一や訓練に関して苦しみ、艦隊としての建制化を要求していた。連合艦隊も軍令部も必要は認めていたが、一航艦で実現することはなかった。また、南雲長官は航空に関しては素人であり、参謀長の草鹿龍之介少将も源田実航空参謀を評価し献策を入れたため、一航艦を源田艦隊と呼ぶ声まであった。源田の献策によって、従来所属艦で行われた航空隊の指揮と訓練を機種ごとに分けた空中指揮に変更された。また、先制奇襲を行うために接敵行動中の隠密行動を重視して空母を集中運用し、攻撃隊の空中集合も容易にし、戦闘機や対空砲火も集中させた。
第四航空戦隊の龍驤は、開戦時は軍隊区分でフィリピン攻略の第三艦隊に、次いでシンガポール攻略の南遣艦隊に増援された。春日丸（後に大鷹と改名）は1941年12月13日に呉鎮守府に転出した。12月22日、潜水母艦から軽空母への改造を終えた祥鳳が四航戦に編入された。

#### 第一段作戦
1941年（昭和16年）12月8日、南雲機動部隊は太平洋戦争における対アメリカ戦劈頭の真珠湾攻撃を敢行した。アメリカ側は戦艦4隻沈没・4隻損傷・標的艦1沈没・飛行機喪失約6230・戦傷死3,748名という被害を受け、アメリカ太平洋艦隊は行動不能となった。攻撃後、機動部隊次席指揮官の第三戦隊司令官三川軍一中将から再攻撃の意見具申があったが、南雲長官は草鹿参謀長の進言もあり、予定通り離脱した。草鹿は、戦果を確認した攻撃指揮官の淵田中佐の報告から目的を達成したことを知り、他の敵に対する構えが必要であると考えて進言し、再攻撃しなかったことに対する批判は兵機戦機の機微に触れないものの戦略論であると思うと戦後語っている。草鹿は「攻撃は十分な調査、精密なる計画のもと、切り下す一刀の下に全て集中すべきなり」という思想を持っていた。連合艦隊司令部でも機動部隊に再攻撃を命じる動きがあったが、山本五十六司令長官は作戦指導を行わなかった。軍令部は、機動部隊の戦果と損傷艦なしという状況に狂喜していた。
同時期、南洋部隊（指揮官：井上成美第四艦隊司令長官）はウェーク島の攻略に苦戦していた。連合艦隊は阿部弘毅中将（第八戦隊司令官）指揮下の分遣隊（第八戦隊〈利根・筑摩〉、第二航空戦隊〈蒼龍・飛龍〉、第17駆逐隊1小隊〈浦風・谷風〉）を12月16日以降南洋部隊の指揮下に入れ、ウェーク島攻略戦に協力させた（ウェーク島の戦い）。機動部隊本隊は先に内地へ帰投した。ウェーク島陥落後、分遣隊は機動部隊に復帰して内地に帰投した。
1942年（昭和17年）1月下旬、空母4隻（赤城・加賀・瑞鶴・翔鶴）で南洋部隊（第四艦隊基幹）のラバウルおよびカビエン攻略を支援する（ラバウル攻撃）。2月のダーウィン空襲（参加空母は赤城・加賀・蒼龍・飛龍）、3月のジャワ海掃討戦を成功させる。
3月下旬、パラオで座礁事故を起こした「加賀」はスラウェシ島スターリング湾から内地へ帰投した。一方、五航戦が同地に進出し、空母5隻（赤城・蒼龍・飛龍・瑞鶴・翔鶴）を基幹としてインド洋に進出し、インド洋作戦に参加した。セイロン沖海戦で、一航艦は5日のコロンボ空襲中に現れた巡洋艦2隻を撃沈、9日のトリンコマリー空襲では、周囲に空母がいて新たな敵の出現は確実と判断した一航艦は、母艦に飛行隊の約半数を控置するように計画を変更し、現れた空母「ハーミーズ」を撃沈する。英軍の二大拠点であるコロンボ、トリンコマリーに大打撃を与え、艦隊の一掃に成功したことで、第一航空艦隊が実施した他の作戦と合わせ、ビルマ方面における日本の進攻作戦は容易になった。だがセイロン島のトリンコマリーやコロンボは基地機能を維持しており、また近距離を行動していたイギリス東洋艦隊（低速戦艦部隊）と交戦することもなかった。イギリスはインド洋上での崩壊を免れた。
インド洋作戦までで、一航艦は大戦果を挙げながら被害は微少で、艦艇には一隻の被害もなかった。史上類のない連続的勝利を記録し、第一航空艦隊は世界最強の機動部隊となるが、連戦連勝から疲労と慢心が現れていた。

#### 第二段作戦
1942年（昭和17年）4月10日、艦隊編制改訂で、一航艦の麾下部隊として第十戦隊（軽巡洋艦長良・駆逐艦12隻）が新設され、固有編制の直衛駆逐艦部隊を持つようになった。将来的には大航続力と防空能力を備えた秋月型駆逐艦16隻（駆逐隊4隊）で統一する予定だったが間に合わず（1番艦の秋月は6月11日竣工）、当分は航続距離の長い甲型駆逐艦（陽炎型駆逐艦・夕雲型駆逐艦）で充当することになった。
この時点でも、まだ固有編制だけで作戦を行うことができず、引き続き第二艦隊から第三戦隊第2小隊（霧島・榛名）と第八戦隊（利根・筑摩）に護衛されていた。
この艦隊編制改訂と同時に、連合艦隊は第二段第一期兵力部署を発令した。第五航空戦隊（翔鶴、瑞鶴）はポートモレスビー攻略に伴うMO作戦に参加のため、南洋部隊（指揮官：井上成美第四艦隊司令長官）に編入された。当初、派遣される空母は加賀だったが、南洋部隊より空母増勢の要請があり五航戦に変更となった（他に第五戦隊、第7駆逐隊、第27駆逐隊を増援）。5月上旬にポートモレスビー作戦を実施したあと、五航戦は6月のミッドウェー作戦には一航艦に戻って参加する予定だった。5月7日-8日の珊瑚海海戦において、日本側は軽空母祥鳳が沈没、翔鶴が大破、瑞鶴も航空隊の被害甚大で、翔鶴の修理と航空隊の再建には三ヶ月が必要と見込まれた。連合軍側は空母レキシントンが沈没、ヨークタウンが損傷した。機動部隊においては「一航艦の中で一番練度未熟な五航戦が、最精鋭の米空母と互角に戦って勝利を得た。一航戦・二航戦なら鎧袖一触である」という驕りが見られるようになった。
4月下旬、南雲機動部隊はインド洋から内地に帰還した。5月5日、大本営は大海令第18号と大海指第94号により、連合艦隊に対しミッドウェー島およびアリューシャン群島西部要地攻略を命じた。同日、連合艦隊は命令作第12号により、第二段作戦計画を明らかにする。ミッドウェー攻略を終えた後は、10月を目途にハワイ攻略の準備を行う予定であった。5月12日、連合艦隊命令作第14号により、ミッドウェー作戦とアリューシャン作戦の詳細な作戦要領が下令された。機動部隊はミッドウェー島攻略を行う「第一機動部隊」と、アリューシャン方面に向かう「第二機動部隊」に分割された。5月14日、五航戦から珊瑚海海戦の戦死者の報告が送られ、翔鶴と瑞鶴の両艦とも次期作戦に使えないことが判明した。そこで五航戦は第一機動部隊に復帰し、内地での修理・整備・再建を命じられた。第一機動部隊のうち作戦に参加する空母は4隻（一航戦〈赤城・加賀〉、二航戦〈飛龍・蒼龍〉）、第二機動部隊の空母は第四航空戦隊の2隻（龍驤・隼鷹）となった。
大海令第18号から出撃予定日まで一か月もなく、機動部隊は開戦以来五ヵ月におよぶ作戦行動を終えて内地に帰投したばかりで、休養と整備が必要であった。また第一段作戦終了にともなう大規模な人事異動により艦艇・航空隊とも練度が低下し、各部隊・各艦隊から「時期尚早」との反対意見がでた。作戦事前研究会で山口多聞少将（二航戦司令官）と源田実中佐が連合艦隊司令部に反対と食いついたが、連合艦隊司令部は決定済みとして取り合わなかった。
5月28日、第一機動部隊は第一航空戦隊（赤城・加賀）・第二航空戦隊（飛龍・蒼龍）・第三戦隊第2小隊（榛名・霧島）・警戒部隊（軽巡洋艦長良・第4駆逐隊〈嵐・野分・萩風・舞風〉・第10駆逐隊〈秋雲・夕雲・巻雲・風雲〉・第17駆逐隊〈谷風・浦風・浜風・磯風〉）・燃料補給部隊として内海西部を出撃する。
6月5日-6日にかけてのミッドウェー海戦で、第一機動部隊は空母4隻（赤城・加賀・飛龍・蒼龍）と母艦搭載全飛行機285を喪失した（搭乗員は8割が生還）。
日本海軍が保有する空母は正規空母2隻（翔鶴・瑞鶴）、商船改造大型空母2隻（隼鷹・飛鷹〈7月竣工予定〉）、軽空母3隻（龍驤・瑞鳳・春日丸）に減少し、飛行機搭載数の多い攻撃用空母は4隻（翔鶴・瑞鶴・隼鷹・飛鷹）という状態になった。戦訓から大型空母2（攻撃専念）・小型空母1（警戒）で航空戦隊を編成し、対空母航空決戦に徹すること、機動部隊を建制化して部隊内の思想と訓練の統一を図ることになる。7月14日、連合艦隊の戦時編制改訂にともない第一航空艦隊は廃止され、第三艦隊として再出発した。

### 要職

#### 司令長官
1. 南雲忠一中将：1941年（昭和16年）4月10日[5] - 1942年7月14日

#### 参謀長
1. 草鹿龍之介少将：1941年4月15日[6] - 1942年7月14日

### 編制
1941年4月10日
- 第一航空戦隊：赤城・加賀
  - 第34駆逐隊：羽風・太刀風・秋風
- 第二航空戦隊：飛龍・蒼龍
  - 第23駆逐隊：菊月・夕月・卯月
- 第四航空戦隊：龍驤
  - 第3駆逐隊：汐風・帆風

1941年9月1日
- 第一航空戦隊：赤城・加賀
  - 駆逐艦：漣[12][61]
- 第二航空戦隊：飛龍・蒼龍
  - 第23駆逐隊：菊月・夕月・卯月
- 第四航空戦隊：龍驤
  - 第3駆逐隊：汐風・帆風
- 第五航空戦隊：春日丸[14]・翔鶴[15]
  - 朧 [12]

1941年（昭和16年）9月25日
- 第一航空戦隊：赤城・加賀
  - 第7駆逐隊[12]：曙・潮・漣
- 第二航空戦隊：蒼龍・飛龍
  - 第23駆逐隊：菊月・夕月・卯月
- 第四航空戦隊：龍驤・春日丸（※1941年12月13日に春日丸〈後に大鷹に改名〉が呉鎮守府に転出、同年12月22日に祥鳳が編入）
  - 第3駆逐隊：汐風・帆風
- 第五航空戦隊：瑞鶴・翔鶴
  - 朧・秋雲（※9月27日編入[17]）

第四航空戦隊は速力不足のため、第3駆逐隊・第7駆逐隊・第23駆逐隊・朧は航続力不足のため真珠湾攻撃部隊には参加せず。
1942年4月10日
- 第一航空戦隊：赤城・加賀
- 第二航空戦隊：飛龍・蒼龍
- 第四航空戦隊：龍驤・祥鳳
- 第五航空戦隊：翔鶴・瑞鶴（※MO作戦参加のため1942年4月16日に南洋部隊に転出）
- 第10戦隊：長良
  - 第7駆逐隊：曙・潮・漣
  - 第10駆逐隊：秋雲・夕雲・巻雲・風雲
  - 第17駆逐隊：浦風・磯風・谷風・浜風

第7駆逐隊は第二機動部隊としてアリューシャン攻略作戦従事。
第二艦隊・第四水雷戦隊より第4駆逐隊（嵐・野分・萩風・舞風）を機動部隊に編入。

## 基地航空部隊

### 歴史
1943年7月1日、経済的理由および人員や機材の不足から再建が難航していた第一航空艦隊が発足した。航空母艦を建造する時間的経済的余裕がないこと、母艦機搭乗員は教育訓練が困難であること、航空母艦の脆弱性などから西南太平洋に散在する基地を不沈空母として活用するという軍令部参謀源田実中佐の構想の下行われた。1航空隊534機を3個で1,600機程度を予定し、指揮幹部歴戦有能なものを当て、熟練者は南方方面に回したいため他は練習航空機隊教程終了程度の新人をあてた。司令部組織は簡素なものとして幕僚は新進気鋭のものを当て機動力を大きくし、訓練期間を1年として軍令部直属として消耗戦に巻き込まれないようにする予定であった。状況を見てできればもう一つ作り、各航空隊司令には航空隊出身の中佐級、飛行隊長は指導者として優秀なものをあて、機密保持と移動が容易な装備に工夫する考えであった。用法は急速な移動集中により随所に圧倒的優勢を獲得する。
1943年7月1日、第二六一海軍航空隊と第七六一海軍航空隊で基地航空部隊としての第一航空艦隊が発足した。司令長官は角田覚治中将、参謀長は三和義勇少将が任命された。6月19日、永野修身軍令部総長は「い号作戦の戦訓より編成し短期決戦を図ることが必要。1943年末には9個航空隊になる」「全編成完結後には作戦上偉大なる戦果を上げられると信じるが増勢途上においても緊急なる場合にはこれを作戦に使用する」と奏上した。編成は順調だったが搭乗員、機材が不十分だった。1944年1月、13個航空隊になる。2月、一航艦を10個航空隊による61航空戦隊（一航艦司令長官直卒）と3個航空隊の62航空戦隊（司令官杉本丑衛指揮）に分離した。62航戦の戦力充実は9月を目標にした。
将来の主戦力として期待され連合艦隊から戦力転用の具申もあったが錬成を続けていた。しかし練成途中にクェゼリン、ルオットの玉砕があり、1944年2月15日に連合艦隊への編入が決められた。さらにトラック被空襲で予定外の第121航空隊・第532航空隊など実働の全力が投入されることになったが現地訓練には自信が持てず、設立趣旨の機動集中も261空と761空だけの実施でマリアナへの展開は時期尚早であった。
1944年2月、一航艦はマリアナ諸島テニアン島に進出直後にマリアナ諸島空襲を受ける。角田司令長官は攻撃を企図するが、淵田美津雄参謀は戦闘機が不十分なこと、進出直後で攻撃に成算がないこと、消耗は避けるべきことから飛行機の避退を進言したが、角田は聞き入れず見敵必戦を通した。その結果、練度の高い実働93機中90機を失う壊滅的打撃を受けた。1944年5月5日、一航艦に同じ方面に展開していた第14航空艦隊の戦力であった第22航空戦隊、第26航空戦隊を編入して戦力を増強した。 マリアナに展開した一航艦は角田長官の見敵必戦による攻撃やパラオ大空襲や渾作戦でのニューギニア方面への戦力抽出などで見るべき戦果を挙げないまま、あ号作戦（マリアナ沖海戦）で期待されていた戦力は壊滅してしまった。
1944年6月、あ号作戦に参加。本来は迎撃の主力となるはずであったが、戦力は僅かであり、第一機動部隊を充分に支援できず、敗北した。マリアナの放棄が決定すると連合艦隊司令長官豊田副武大将は一航艦司令部にダバオへの転進を命じる。そのため潜水艦による一航艦司令部と航空搭乗員を救出する任務が行われたが、潜水艦はすでに沈没しており7月19日に至っても成功しなかった。その後は一航艦の陸攻隊がトラック方面から夜間テニアン基地に着陸し、司令部要員と航空搭乗員任務を脱出させる任務を負ったが、実行前の7月23日に米軍がテニアン上陸を開始。24日米軍上陸成功によるテニアンの戦いは日本の不利に進んだ。7月31日、角田長官は「今ヨリ全軍ヲ率ヰ突撃セントス　機密書類の処置完了　之ニテ連絡ヲ止ム。」との決別の電文を発する。角田自身は自決せず、司令部壕から手榴弾を抱えて他の兵士と共に戦闘に参加、その後の消息は不明となった。
一航艦には次期作戦に備えてフィリピンで緊急再建、マリアナ方面への奇襲続行の任務があったため、8月7日付で寺岡謹平中将が一航艦長官に親補され、8月12日に着任して指揮を継承した。10日南西方面艦隊に編入する。1944年9月9日、10日、ダバオで空襲を受けた後「ダバオ誤報事件」が起こった。見張所から「敵水陸両用戦車に百隻陸岸に向かう」という報告に根拠地隊司令部が「ダバオに敵上陸」と報じ一航艦司令部は混乱して玉砕戦に備えて設備を破壊し重要書類を焼却したが誤報であった。その後セブ島に集結した部隊が敵航空隊に奇襲されるセブ事件もあり、1944年9月1日に250機あった零戦が12日には99機まで減少した。この責を問われた寺岡長官が更迭される。
1944年10月5日、大西瀧治郎中将は第一航空艦隊司令長官に親補され、10月20日に就任した。フィリピン沖海戦で、大西長官の主導の下、クラーク基地の第761航空隊とマバラカット基地の第201航空隊によって最初の神風特別攻撃隊による作戦が実施された。1944年10月25日、特攻によって敵空母を撃沈し初戦果をあげ活路を開いた。しかし突入する水上部隊が突然反転したため特攻戦果は作戦成功にはつながらなかった。
特攻後、大西長官は福留繁第二航空艦隊長官を説得し第一航空艦隊と第二航空艦隊を統合した連合基地航空隊を編成し、福留長官が指揮官、大西長官が参謀長を務めた。大西長官は第一航空艦隊、第二航空艦隊、721空の飛行隊長以上40名ほどを召集し、大編隊の攻撃は不可能で少数で敵を抜け突撃すること、現在のような戦局ではただ死なすより特攻は慈悲であることなどを話して特攻を指導した。
しかし実動機が払底したため、年末には台湾へ再度撤退し、フィリピン海峡越えの出撃を強いられた。1945年（昭和20年）5月10日、最後の司令長官に志摩清英中将が就任。約1ヵ月後の6月15日、第一航空艦隊は解隊された。

### 要職

#### 司令長官
1. 角田覚治中将：1943年7月1日 - 1944年8月2日（戦死）
2. 寺岡謹平中将：1944年8月7日 - 1944年10月20日
3. 大西瀧治郎中将：1944年10月20日 - 1945年5月10日
4. 志摩清英中将（兼務）：1945年5月10日 - 1945年6月15日（※本務は高雄警備府司令長官）

#### 参謀長
1. 三和義勇大佐：1943年7月1日 - 1944年8月2日（戦死）
2. 小田原俊彦大佐：1944年8月7日 - 1945年1月8日
3. 菊池朝三少将：1945年1月8日 - 1945年5月10日
4. 中澤佑少将（兼務）：1945年5月10日 - 1945年6月15日（※本務は高雄警備府参謀長）

### 編制
1943年7月1日
- 第261海軍航空隊
- 第761海軍航空隊

1944年2月15日（連合艦隊に編入）
- 第61航空戦隊：第121航空隊・第261航空隊・第263航空隊・第321航空隊・第341航空隊・第343航空隊・第521航空隊・第523航空隊・第761航空隊・第1021航空隊
- 第62航空戦隊：第221航空隊・第265航空隊・第345航空隊、後に編入（第141航空隊・第322航空隊・第361航空隊・第522航空隊・第524航空隊・第541航空隊・第762航空隊）
- 付属：標的艦摂津

1944年5月5日
- 第61航空戦隊：第121航空隊・第261航空隊・第263航空隊・第321航空隊・第341航空隊・第343航空隊・第521航空隊・第523航空隊・第761航空隊・第1021航空隊
- 第62航空戦隊：第141航空隊・第221航空隊・第265航空隊・第322航空隊・第345航空隊・第361航空隊・第522航空隊・第524航空隊・第541航空隊・第762航空隊
- 第22航空戦隊：第151航空隊・第202航空隊・第251航空隊・第253航空隊・第301航空隊・第503航空隊・第551航空隊・第755航空隊・第802航空隊
- 第26航空戦隊：第201航空隊・第501航空隊・第751航空隊
- 付属：標的艦摂津